# Coupe d'Afrique des vainqueurs de coupe de football 2001
Navigation
Édition précédente Édition suivante
La Coupe d'Afrique des vainqueurs de coupe de football 2001 est la vingt-septième édition de la Coupe d'Afrique des vainqueurs de coupe. 
Cette compétition qui oppose les vainqueurs des Coupes nationales voit le sacre du Kaizer Chiefs d'Afrique du Sud, dans une finale qui se joue en deux matchs face aux Angolais de l'Inter Luanda. Il s'agit de la première finale continentale et donc du tout premier titre pour les Kaizer Chiefs. Quant à l'Inter Luanda, il est le deuxième club angolais à atteindre ce niveau après la finale perdue par le CD Primeiro de Agosto en 1998.

## Tour préliminaire
| Équipe 1                 | Résultat | Équipe 2                        | Aller | Retour |
| ------------------------ | -------- | ------------------------------- | ----- | ------ |
| Gazelle FC               | 5 - 2    | Sporting Clube da Praia abandon | 5 - 2 | -      |
| Mhlume United            | 0 - 3    | Mogoditshane Fighters           | 0 - 3 | 0 - 0  |
| Mukura Victory Sports FC | 1 - 3    | Atlético Olympic FC             | 1 - 0 | 0 - 3  |
| US Stade Tamponnaise     | 5 - 2    | Lesotho Defence Force FC        | 5 - 0 | 0 - 2  |
| AO Evizo                 | 6 - 1    | Deportivo United                | 1 - 0 | 5 - 1  |

## Premier tour
| Équipe 1                      | Résultat      | Équipe 2                        | Aller | Retour |
| ----------------------------- | ------------- | ------------------------------- | ----- | ------ |
| ASC Port Autonome             | 1 - 2         | Club Africain                   | 1 - 1 | 0 - 1  |
| Gazelle FC                    | 2 - 3         | AS Saint-Luc                    | 0 - 1 | 2 - 2  |
| Olympic FC de Niamey          | 0 - 6         | Stade d'Abidjan                 | 0 - 2 | 0 - 4  |
| Cercle olympique de Bamako    | 0 - 11        | Inter Luanda                    | 0 - 3 | 0 - 8  |
| FAR Rabat                     | 2 - 1         | Al Hilal Benghazi               | 2 - 0 | 0 - 1  |
| AO Evizo                      | -             | Okwahu United forfait           | -     | -      |
| Steve Biko FC                 | 1 - 2         | CR Beni-Thour                   | 1 - 0 | 0 - 2  |
| Vita Club Mokanda             | 1 - 1 4-5 tab | Niger Tornadoes                 | 1 - 0 | 0 - 1  |
| forfait Atletico Olympique FC | -             | Kumbo Strikers                  | -     | -      |
| forfait Matchedje de Maputo   | -             | Ethiopian Bunna                 | -     | -      |
| Mathare United                | 2 - 3         | Ismaily SC                      | 1 - 1 | 1 - 2  |
| forfait FC Djivan             | -             | Simba SC                        | -     | -      |
| Al Hilal Omdurman             | 0 - 2         | Zamalek SC'T'                   | 0 - 1 | 0 - 1  |
| Nkana FC                      | 3 - 0         | Military Police Kampala abandon | 3 - 0 | -      |
| Mogoditshane Fighters         | 4 - 4e        | Sunshine SC                     | 3 - 2 | 1 - 2  |
| US Stade Tamponnaise          | 2 - 3         | Kaizer Chiefs                   | 1 - 1 | 1 - 2  |

## Huitièmes de finale
| Équipe 1        | Résultat      | Équipe 2        | Aller | Retour |
| --------------- | ------------- | --------------- | ----- | ------ |
| Club Africain   | 3 - 1         | AS Saint-Luc    | 2 - 0 | 1 - 1  |
| Stade d'Abidjan | 1 - 1 1-3 tab | Inter Luanda    | 1 - 0 | 0 - 1  |
| FAR Rabat       | 3 - 3e        | AO Evizo        | 3 - 1 | 0 - 2  |
| Kumbo Strikers  | 1 - 0         | Ethiopian Bunna | 1 - 0 | 0 - 0  |
| Ismaily SC      | 2 - 1         | Simba SC        | 2 - 0 | 0 - 1  |
| 'Zamalek SCT'   | 4 - 2         | Nkana FC        | 2 - 0 | 2 - 2  |
| Sunshine SC     | 0 - 5         | Kaizer Chiefs   | 0 - 2 | 0 - 3  |
| CR Beni-Thour   | 1 - 2         | Niger Tornadoes | 1 - 0 | 0 - 2  |

## Quarts de finale
| Équipe 1        | Résultat | Équipe 2       | Aller | Retour |
| --------------- | -------- | -------------- | ----- | ------ |
| Niger Tornadoes | 1 - 4    | Inter Luanda   | 1 - 0 | 0 - 4  |
| AO Evizo        | 0 - 3    | Kumbo Strikers | 0 - 1 | 0 - 2  |
| Zamalek SCT     | 2 - 3    | Club Africain  | 1 - 0 | 1 - 3  |
| Kaizer Chiefs   | 1e - 1   | Ismaily SC     | 0 - 0 | 1 - 1  |

## Demi-finales
| Équipe 1      | Résultat | Équipe 2       | Aller | Retour |
| ------------- | -------- | -------------- | ----- | ------ |
| Kaizer Chiefs | 3 - 0    | Club Africain  | 2 - 0 | 1 - 0  |
| Inter Luanda  | 4 - 0    | Kumbo Strikers | 3 - 0 | 1 - 0  |

## Finale
| 17 novembre 2001 | Inter Luanda | 1 – 1 | Kaizer Chiefs | Estádio dos Coqueiros, Luanda |  |
|                  | Esengo 27e   |       | Jukulile 20e  |                               |  |

| 1er décembre 2001 | Kaizer Chiefs     | 1 – 0 | Inter Luanda | Rand Stadium, Johannesbourg |
|                   | Mabedi 90e (pen.) |       |              |                             |

## Vainqueur
| Coupe d'Afrique des vainqueurs de coupe Vainqueur 2001 |
| ------------------------------------------------------ |
| Kaizer Chiefs Premier titre                            |